# Јован Бобот
Јован Бобот (1908—1945), учесник Народноослободилачке борбе и народни херој Југославије.

## Биографија
Рођен је 1908. године у селу Паника. Пре рата бавио се земљорадњом и био је веома угледан у срезу. У време припремања устанка прикључио се НОПу и одмах почео да обавља прве устаничке акције. Од августа 1941. до јуна 1942. године био је водник у Билечком партизанском батаљону. Јуна 1942. године партизанске снаге су се повукле из Херцеговине, Бобот је остао на терену. Јула 1943. године поново ступа у Десету херцеговачку бригаду.
Јануара 1942. године, у селу Паника на путу Билећа—Требиње, Италијани су огромним снагама вршили офанзиву да се споје са својим јединицама у гарнизону Билеће и да ослободе пут за несметан саобраћај. У овој неравноправној вишедневној борби Бобот је са децетином извршио јуриш на артиљерију и успео да потуче 120 Италијана, да заплени два топа од 75мм (први топови који су заробили херцеговачки партизани), артиљерску муницију и неколико камиона.
Док је Бобот био на терену (од јуна 1942. до јула 1943. године) радио је неуморно на мобилизацији нових бораца за војску. Када је поново ступио у партизане 1943. године најпре је био водник, месец дана касније командир чете, а у октобру исте године командант четвртог батаљона Десете херцеговачке бригаде.
Јануара 1945. године био је смештен са батаљоном у село Доња Бљења код Невесиња. Немци су, ноћу, по највећој зими и мећави, предвођени усташама и четницима, опколили батаљон и у цик зоре отворили јаку артиљериску и минобацачку ватру, А потом јуришали пешадијом. Захваљујући својој присебности и храбрости, Бобот је са мањим деловима батаљона који су били у приправности пошао на јуриш и успео да пробије непријатељске редове, да после неколико часова потуче Немце, а остатак протера у Невесиње. Овим храбрим подвигом Бобот је спасао читав одред од уништења, јер је због превелике хладноће, снега и мећаве било немогуће одступање преко планине Црвањ, а помоћ суседних јединица је била немогућа.
После напуштања Мостара, Немци су одступали према Сарајеву, успут рушећи све мостове дуж железничке пруге. Бобот је са својим батаљоном гонио непријатеља који се повлачио. Да би спасао железнички вијадукт „Лукачев Мост“, јужно од Иван-Седла, истрчао је пред батаљон и на јуриш запосео мост спасивши га од рушења, али је због смртне ране коју је зарадио у пробоју умро после неколико часова. Његовом заслугом овај једини мост на прузи Мостар-Брадина је спашен, Немци нису успели да га поруше. То је омогућило брз покрет Двадесет осме дивизије ка Иван-Седлу и Сарајеву. После ослобођења народ је овај мост прозвао „Боботов Мост“.
Јован Бобот је један од највећих јунака Херцеговине. Народ који је познавао Бобота и његово јунаштво створио је различите легенде и приче о њему.